# Antonio Conte
Antonio Conte (Lecce, 31. srpnja 1969.) talijanski je nogometni trener i bivši nogometaš. Trenutačno je trener Napolija. Igrao je na poziciji veznog igrača. Profesionalnu karijeru započeo je 1985. godine u klubu iz rodnog grada Lecceu, da bi 1991. prešao u Juventus gdje je i završio karijeru 2004.
U svojoj prvoj trenerskoj sezoni na klupi Juventusa osvojio je domaće prvenstvo te je izborio finale kupa u kojemu je Juventus naposljetku poražen od Napolija. Po prvi puta u povijesti talijanskog nogometa otkako je 20 klubova u Serie A, neki je klub završio bez poraza, a to je bio upravo Conteov Juventus koji u 38 utakmica nije upisao niti jedan poraz. Conte je Azzurre preuzeo u kolovozu 2014. nakon što je Cesare Prandelli podnio ostavku. Porazom od Njemačke nakon jedanaesteraca u četvrtfinalu Europskog prvenstva u Francuskoj, Conte oprostio se od klupe talijanske reprezentacije. Pod njegovim vodstvom Italija je u 25 susreta upisala 14 pobjeda, sedam neodlučenih rezultata i četiri poraza. Nakon Italije je Conte počeo voditi engleskog prvoligaša Chelsea. U svibnju 2019. godine je Conte preuzeo Interovu klupu, nakon što je u Chelseaju osvojio Premier Ligu i FA kup.

## Trofeji
Kao igrač:
Juventus
- Serie A: 5

1994./95., 1996./97., 1997./98., 2001./02., 2002./03.
- UEFA Liga prvaka: 1

1995./96.
- Kup UEFA: 1

1992./93.
- UEFA Intertoto kup: 1

1998./99.
- Interkontinentalni kup: 1

1996.
- UEFA Superkup: 1

1996.
- Talijanski kup: 1

1994./95.
- Talijanski Superkup: 3

1995., 1997., 2003.
Kao trener:
Bari
- Serie B: 1

2008./09.
Juventus
- Serie A: 3

2011./12., 2012./13., 2013./14.
- Talijanski Superkup: 2

2012., 2013.